# قطعنامه ۶۸۷ شورای امنیت
قطعنامه ۶۸۷ شورای امنیت سازمان ملل متحد که در تاریخ ۰۳ آوریل ۱۹۹۱ (۱۴ فروردین ۱۳۷۰) تصویب شد، سندی بین‌المللی دربارهٔ عراق-کویت است. این قطعنامه طی نشست ۲۹۸۱ام با ۱۲ رای موافق، ۱ مخالف و ۲ ممتنع تصویب شد.